# 櫻木町事故

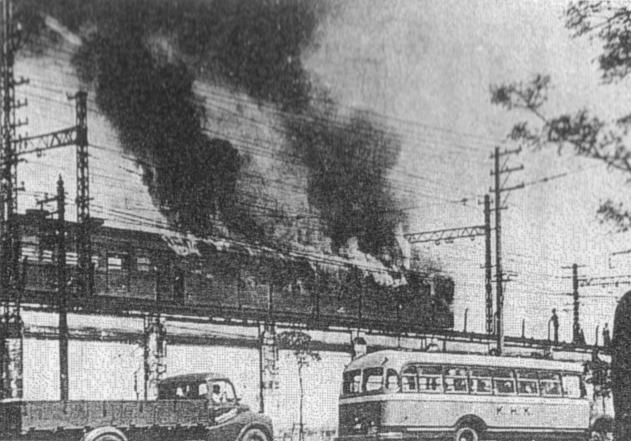
事故發生時的現場照片

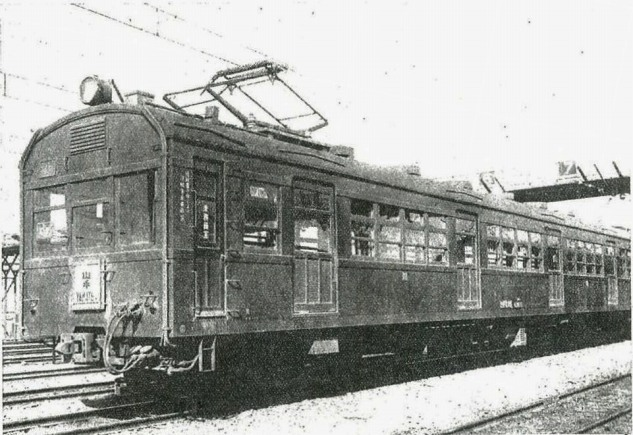
國鐵63系電車

櫻木町事故（日语：／ Sakuragichō Jiko）是1951年（昭和26年）4月24日下午1點45分，在日本神奈川縣横濱市日本國有鐵道（國鐵）東海道本線支線（京濱線，現在是京濱東北線与根岸線的一部分）櫻木町站內發生的一宗列車火災事故。由於列車門沒有打開，造成了106名乘客被困在燃燒的車廂內而罹難。事件讓日本开始实施自動門列車强制安裝緊急閥的规定，同時制定了緊急情況下乘客使用緊急閥開啟車門的相關法律。

## 概要
京濱東北線櫻木町站內上行線（往東京方向的線路）更換陶瓷絕緣礙子時，電氣工不慎把扳手掉落，上行線輸電線因此垂落。這時在下行線行駛，赤羽站發車的第1271B次列車（63系5輛編成，誤點9分）正好通過切換點進入上行線，集電弓接觸到垂落的輸電線。司機急忙放下集電弓，可是集電弓放下後接觸了車頂造成短路，激起的電弧引燃了車頂的油漆，使得木製的車體很快就燒了起來。結果，車頭的モハ63756完全燒毀，第2節車廂的サハ78144一半燒毀。造成死106人，傷92人的大惨劇。
事故車廂的窗戶是中間固定的3段結構，乘客無法跳車。列車駕駛和車長從專用車門逃脫，但是車站人員無法從車外把門打開。當時關東地方車輛聯結的門是往内開而且外面上鎖（關西是用幕帘隔開），乘客無法逃到其他車廂。事故線路由橫濱變電所和鶴見變電所供電，橫濱變電所的電流過載保護器迅速切斷了電源，然而鶴見變電所電流過載保護器過了5分鐘之後才被切斷，這也造成了火勢的蔓延。

## 惡化的原因
63系電車省略了重要的安全部件或者使用劣質代用品，也就是所謂戰時設計製造的車輛。雖說戰前生產的前期電車都是用了大量可燃性材料，然而63系使用了可燃性塗料和三合板耐燃問題尤為突出。
63系的電線敷設也有問題，本來應該在車體外部用絕緣皮和金屬管保護的電氣線路被設在車廂內部，而且為了節約材料沒有安裝過流保護器，一旦短路很容易引發火災。
因為玻璃強度不夠，因此不得不設置成三段車窗，中段被固定以後，乘客無法從窗口逃離，如果按照63系以前的兩段式車窗設計，或者中段能夠自由移動的話，就能大大減少人員傷亡。
63系車廂之間是不貫通的，門平時上鎖，而且內開不是現在所用的拉門，緊急的時候無法在短時間內疏散到其他車廂。
地面因素，事故發生后離現場最近的橫濱變電所的過載保護器立即動作切斷了供電，鶴見變電所由於離現場稍遠，沒有檢測到電流過載，事發前汐留變電所發生火災，臨時把橫濱變電所4個過載保護器中的2個拿去使用，造成鶴見變電所通過另外兩路電線繼續向事故現場輸電。當時切斷遠方變電所電閘是靠電話通知后人工操作，也因此而耽誤了時間。以次為契機開發了根據電流變化率檢測短路的裝置。

## 事故後的對策
國鐵發生事故以後立即在全部車輛上明確標記了緊急閥的位置。同時改進了戰時設計的電車，車內的防火塗料，受電弓絕緣強化，車輛間貫通等都作了補救措施（1951年內完成）。以後又實行了車頂鋼板化，貫通路擴大，三段窗的全段可動化，徹底進行了改善，800輛車體只用了2年就完成。
モハ63形電車改進為電車モハ73形。然後加上既存的サハ78形電車，クハ79電車，改造為新的モハ72電車，一直在全國各地使用到國鐵末期。

## 審判
事故的責任人被起訴。掉落扳手的三個電工，櫻木町站的信號員，電車司機合計5人被處以6個月到1年10個月的徒刑。

## 社会影響
第2代國鐵總裁加賀山之雄因此引咎辭職。
80系電車的開發成員之一，当時國鐵車輛局長島秀雄也因此引咎辭職，在十河信二請求下1955年復職，但是從此不參與鐵道技術相關職務。
鶴見區曹洞宗大本山總持寺事故後修建了慰靈碑。